# Schweizerischer Maler- und Gipserunternehmer-Verband
Der Schweizerische Maler- und Gipserunternehmer-Verband (SMGV) ist der Berufs- und Arbeitgeberverband des Maler- und Gipsergewerbes in der Schweiz.

## Geschichte und Organisation
Der Schweizerische Maler- und Gipserunternehmer-Verband SMGV ist der Berufs- und Arbeitgeberverband des schweizerischen Maler- und Gipsergewerbes. Er wurde am 31. Mai 1908 als Schweizerischer Maler- und Gipsermeister-Verband gegründet und vertritt derzeit die Interessen von rund 2000 Maler- und Gipserbetrieben der deutschen, französischen und italienischen Schweiz.
Das Verbandsgebiet umfasst die Deutschschweiz, den Jura und das Tessin. Mit der Frepp (Fédération suisse romande des entreprises de plâtrerie-peinture), die die Westschweiz vertritt, besteht eine enge Partnerschaft. Leitung und Dienstleistungszentrum des SMGV befinden sich in der verbandseigenen Liegenschaft in Wallisellen bei Zürich.
Der SMGV ist ein Verein im Sinne von Art. 60 ff. ZGB und verfügt über alle gesetzlich dafür vorgeschriebenen Organe. Oberstes Organ ist die Delegiertenversammlung. Diese setzt sich aus Vertretern der Regionalverbände zusammen. Ein weiteres Organ auf der strategischen Ebene ist der Zentralvorstand. Er besteht aus neun Mitgliedern, trifft sich zu neun Sitzungen pro Jahr und wird vom Zentralpräsidenten geleitet. Oberstes Organ auf operativer Ebene ist die Geschäftsleitung. Sie tagt je nach Bedarf und wird vom Direktor geleitet. Für die Führung der einzelnen Ressorts sind die Bereichsleiter verantwortlich. 

## Aufgaben und Verbandspolitik
Der SMGV bezweckt die umfassende Wahrung und Förderung aller Berufsinteressen des Maler- und Gipsergewerbes. Dabei ist die Verhandlung mit den Gewerkschaften und die Erarbeitung des Gesamtarbeitsvertrages eine der zentralen Aufgaben des Verbandes. Des Weiteren wirkt der SMGV in diversen Arbeitsgruppen dem Fachkräftemangel entgegen. Eines dieser Engagements ist das Projekt "Teilzeitbau", das die Teilzeitarbeit in der Gipser- und Malerbranche fördert. Weiter setzt sich der Verband als Trägerorganisation der Vereinigung Bausinn.ch für mehr Wertschätzung für die Schweizer Baubranche und für den Berufsstolz der Baufachkräfte ein.

## Aus- und Weiterbildung sowie Nachwuchsförderung
Im Dienstleistungszentrum des Schweizerischen Maler- und Gipserunternehmer-Verbands SMGV an der Oberwiesenstrasse 2 bzw. Grindelstrasse 2 in Wallisellen befinden sich ausser den Büroräumlichkeiten auch das Zentrum für die Aus- und Weiterbildung mit Maler- und Gipserwerkstätten für die praktische Bildung, eine Unterkunft für die Auszubildenden sowie eine Mensa.
Darüber hinaus setzt sich der SMGV im Bereich Nachwuchsförderung ein. Talentierte Lehrabgänger können sich jedes Jahr für die Berufs-Schweizermeisterschaften SwissSkills und folglich für die EuroSkills sowie die WorldSkills qualifizieren. Im Jahr 2019 haben Gipser-Trockenbauer Loris Glauser und Malerin Daniela Ziller an den WorldSkills in Kazan erfolgreich teilgenommen. Sie erhielten für ihre Leistungen die Bronze- bzw. die Silber-Medaille.